# Санта-Крус-дель-Сур
Санта-Крус-дель-Сур (ісп. Santa Cruz del Sur) — місто і муніципалітет на Кубі. Воно розташоване в провінції Камагуей, на південь від столиці цієї провінції — міста Камагуей. Воно лежить на карибському узбережжі. Муніципалітет адміністративно поділений на такі баріо: Buenaventura, Doce Leguas, El Junco, Gonzalo de Quesada, Guaicanamar, Guayabal, La Calzada, Playa Bonita, San Pedro і Yaguabo.

## Історія
Місто має особливе місце в історії через його повне знищення від повені протягом катастрофічного урагану 8 листопада 1932 року. За кілька годин, 9 листопада, місто було поглинуте морем, і понад 3000 його мешканців потонули або були понівечені уламками, які розносилися вітром на швидкості 215 км/год. Яким чином деяка частина вцілілих втекла від шторму і чому місто не було евакуйованим, залишається відкритим питанням. Вважалося, що ураган мав вразити крайній схід Санта-Крус, і коли прибуло попередження про долю міста, вже нічого не можна було зробити. Останні потяги з евакуйованими не змогли виїхати через повінь. За чутками, рибаки з Санта-Крус передбачали подію, бо, за їхніми словами, «щось неправильне робилося в атмосфері». Вцілілі очевидці розповідали жахливі історії про шторм, який буквально топив людей прямо в їхніх домівках. Через 76 років після цього урагану, місто, того ж дня 2008 року зачепив інший ураган — Палома, під час якого швидкість вітру досягала 160 км/год.